# گروسهارتاو
گروسهارتاو (به آلمانی: Großharthau) یک شهر در آلمان است که در باوتسن واقع شده‌است. گروسهارتاو ۳٬۲۸۰ نفر جمعیت دارد.